# Nemipterus celebicus
Nemipterus celebicus är en fiskart som först beskrevs av Bleeker, 1854.  Nemipterus celebicus ingår i släktet Nemipterus och familjen Nemipteridae. Inga underarter finns listade i Catalogue of Life.